# Carinobius
Carinobius is een geslacht van hooiwagens uit de familie Sclerosomatidae.
De wetenschappelijke naam Carinobius is voor het eerst geldig gepubliceerd door Roewer in 1955. 

## Soorten
Carinobius is monotypisch en omvat slechts de volgende soort:
- Carinobius bicornutus